# La Sagrada Familia con ángeles (Parmigianino)
La Sagrada Familia con ángeles es un óleo sobre tabla, obra del pintor italiano Parmigianino hacia 1524. Se encuentra en el Museo del Prado en Madrid (España).

## Historia
Suele identificarse con el "cuadro grande" que muestra a "Nuestra Señora con el Niño Jesús en el cuello tomando frutos del regazo de un ángel y un anciano de brazos peludos" y que, según el pintor italiano Giorgio Vasari, Parmigianino realizó justo antes de partir hacia Roma "con habilidad y juicio". Fue entregado al Papa Clemente VII quien, a su vez, se lo dio a Hipólito de Médicis. A principios del siglo XVII estaba en Madrid en la colección del escultor italiano Pompeo Leoni, que fue dividida tras su muerte en 1608. Posteriormente, en 1686, estaba colgada en la Cámara del Rey del Real Alcázar de Madrid.
Una copia antigua, que se encontraba en la iglesia de San Quintino en Parma, se encuentra ahora en la Rocca di Fontanellato. Un estudio preparatorio con variantes se conserva en el Gabinete de Dibujos del Museo del Louvre.

## Descripción
Sobre el fondo de un bosque oscuro, derivado del ejemplo de Antonio Allegri da Correggio, el artista pintó a la Sagrada Familia junto a dos ángeles, quizás un descanso durante la huida a Egipto. María está agachada en la mitad izquierda y sostiene al niño que se retuerce, mirando hacia arriba. Detrás de ellos se encuentra un anciano José con una larga barba y los brazos cruzados. Los ángeles de la derecha traen a Cristo palmas, que él agarra como símbolo de aceptación de su martirio.